# Harald Krassnitzer
Harald Krassnitzer (Grödig, 10 settembre 1960) è un attore austriaco, attivo principalmente in campo televisivo e teatrale.
Tra grande e, soprattutto, piccolo schermo è apparso in oltre una settantina di produzioni, a partire dall'inizio degli anni novanta: tra i suoi ruoli più noti, figurano quelli nelle serie televisive Un dottore tra le nuvole, Tatort, Der Winzerkönig e Paul Kemp - Alles kein Problem.  È il marito dell'attrice tedesca Ann-Kathrin Kramer.

## Biografia

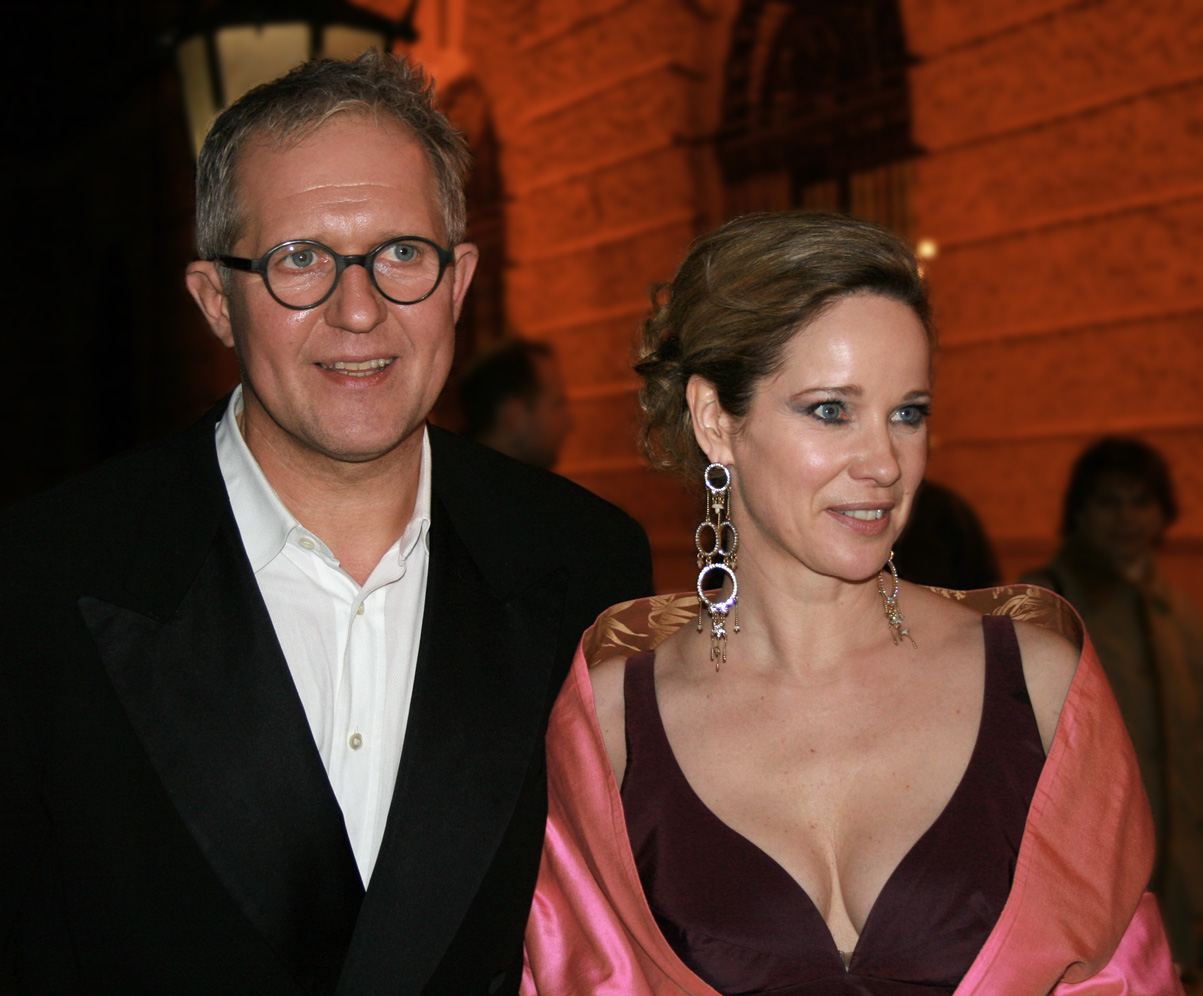
Harald Krassnitzer insieme alla moglie Ann-Kathrin Kramer ai Premi Romy 2008

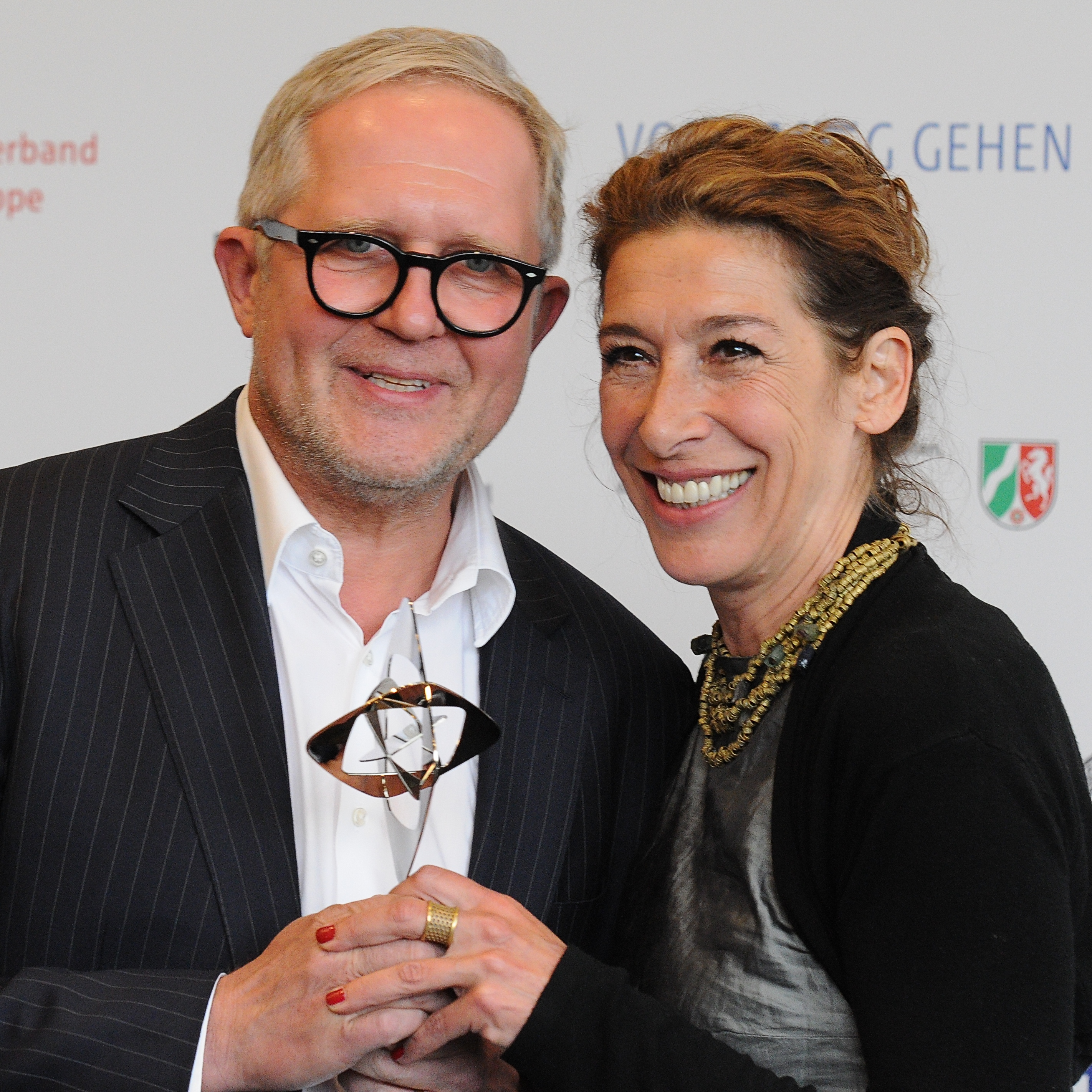
Harald Krassnitzer insieme alla co-protagonista in Tatort Adele Neuhauser ai Premi Grimme 2014

Harald Krassnitzer nasce a Gröden, nel Salisburghese, il 10 settembre 1960.
Inizia a recitare già all'età di 10 anni a teatro.  Tra il 1984 e il 1988, frequenta una scuola per la formazione commerciale, ma contemporaneamente segue anche un corso di recitazione in un teatro di Salisburgo.
Ottiene così nel 1988 un ingaggio presso il Teatro di Graz, dove è attivo fino al 1990.
Debutta sul piccolo schermo nel 1993 nella serie televisiva Die Oase, dove interpreta il ruolo di Dieter Krause. Successivamente, nel 1995 viene ingaggiato dal Volkstheater di Vienna.
In seguito, nel 1996 entra a far parte del cast principale della serie televisiva Un dottore tra le nuvole (Der Bergdoktor), dove fino al 2005 interpreta il ruolo del Dottor Justus Hallein.
Nel 1999, ottiene il ruolo da protagonista nella serie televisiva Tatort, dove interpreta il ruolo del commissario capo Moritz Eisner. Il ruolo gli vale già l'anno seguente il Premio Romy come attore preferito in una serie televisiva.
Nel 2001, è protagonista del film TV diretto da Angeliki Antoniou Allein unter Männern, dove interpreta il ruolo di Bernhard Bausch. Il film ha come co-protagonista (nel ruolo della Dott.ssa Tana Fercher), l'attrice tedesca Ann-Kathrin Kramer, sua compagna dal 1999 e che nel 2009 diventerà sua moglie.
A partire poi dal 2006, è tra i protagonisti della serie televisiva Der Winzerkönig, dove, fino al 2010, interpreta il ruolo di Thomas Stickler. In seguito, nel 2013, è protagonista, nel ruolo di Paul Kemp, della serie televisiva Paul Kemp - Alles kein Problem.

## Filmografia parziale

### Cinema
- Stauffenberg - Attentato a Hitler (Stauffenberg), regia di Jo Baier (2004)
- Taktik, regia di Hans-Günther Bücking (2020)

### Televisione
- Die Oase - serie TV (1993)
- Sola in un incubo (Fesseln) - film TV, regia di Xaver Schwarzenberger (1995)
- Un dottore tra le nuvole (Der Bergdoktor) - serie TV, 37 episodi (1996-2005)
- Tatort - serie TV, 48 episodi (1999-...)
- Allein unter Männern - film TV, regia di Angeliki Antoniou (2001)
- La nave dei sogni (Das Traumschiff) - serie TV, episodi 01x44-01x-59-01x72 (2003-2014)
- Il sangue dei templari (Das Blut der Templer) - film TV, regia di Florian Baxmeyer (2004)
- Der Winzerkönig - serie TV, 39 episodi (2006-2010)
- Marie Brand: Marie Brand e la stanza bianca (Marie Brand und der Charme des Bösen) - film TV, regia di Christoph Schnee (2008)
- Paul Kemp - Alles kein Problem - serie TV, 13 episodi (2013)
- Elly Beinhorn - Alleinflug - film TV, regia di Christine Hartmann (2014)
- Il fiume della vita (Fluss des Lebens) - serie TV, episodio 01x02 (2014)
- Katie Fforde - Anni regalati (Geschenkte Jahre) - film TV, regia di Helmut Metzger (2014)
- Eltern allein zu Haus - miniserie TV (2016-2017)
- Nozze romane (Hochzeit in Rom), regia di Olaf Kreinsen – film TV (2017)
- Gli omicidi del lago - serie TV, episodio 01x04 (2018)
- St. Josef am Berg - miniserie TV (2018)
- Familie Wöhler auf Mallorca (Trekking con sorpresa) - film TV, regia di David Gruschka (2019)
- Meiberger - Im Kopf des Täters - serie TV, episodio 02x01 (2019)

## Premi e nomination (lista parziale)
- 2000: Romy Award come attore preferito in una serie televisiva per il ruolo di Moritz Eisner in Tatort
- 2008: Romy Award come attore preferito in una serie televisiva per il ruolo di Moritz Eisner in Tatort
- 2014: Nomination al DSP Awards ai German Screen Actor Awards come miglior attore protagonista per il ruolo di Moritz Eisner in Tatort

## Doppiatori italiani
- Massimiliano Lotti in Tatort[9]